# Station Siedlce Łaskie
Station Siedlce Łaskie is een spoorwegstation in de Poolse plaats Siedlce.